# Vladímir Bakulin
Vladímir Bakulin   (Kliutxí, 3 de setembre de 1939 - Almati, 10 de desembre de 2012) fou un lluitador kazakh, especialista en lluita grecoromana, que va competir sota bandera soviètica durant la dècada de 1960.
Nascut a Kamtxatka, el 1958 es traslladà a viure a Alma-Ata, on començà a lluitar. El 1961 es va convertir en campió del Kazakhstan i el 1965 fou inclòs a l'equip soviètic després de finalitzar en segona posició al campionat soviètic.
El 1968 va prendre part en els Jocs Olímpics d'Estiu de Ciutat de Mèxic, on guanyà la medalla d'or en la prova del pes mosca del programa de lluita grecoromana. En el seu palmarès també destaca una medalla d'or al Campionat del món de lluita de 1967 i una altra d'or al Campionat d'Europa de lluita de 1966.
El 1970 es va retirar, passant a exercir d'entrenador de la societat esportiva Lokomotiv.